# Isotomurus palustris
Isotomurus palustris är en urinsektsart som först beskrevs av Cornelius Herman Muller 1776.  Isotomurus palustris ingår i släktet Isotomurus och familjen Isotomidae. Arten är reproducerande i Sverige. Inga underarter finns listade i Catalogue of Life.